# Sarai Alamgir
Sarai Alamgir (en ourdou : سرائے عالمگیر) est une ville pakistanaise, située dans le district de Gujrat dans le nord de la province du Pendjab. Elle est aussi la capitale du tehsil du même nom.
La ville se situe dans le nord relativement urbanisé et industriel de la province du Pendjab. Elle est située au sud de Jhelum. Elle a obtenu en 1976 le statut de comité municipal, puis est devenue capitale du tehsil portant le même nom en 2001.
La population de la ville a été multipliée par plus de 20 entre 1972 et 2017 selon les recensements officiels, passant de 2 609 habitants à 55 007. Entre 1998 et 2017, la croissance annuelle moyenne s'affiche à 2,1 %, un peu inférieure à la moyenne nationale de 2,4 %. Selon le recensement de 2023, la population de la ville monte à 73 967 habitants.
Près de 80 % des habitants parlent le pendjabi, tandis qu'environ 15 % des habitants ont l'ourdou pour langue maternelle et 5 % le pachto.
Essentiellement musulmane, la ville inclut une minorité chrétienne, comptant environ 1 500 fidèles, soit 2 % des habitants de la ville.
Le taux d'alphabétisation de la ville s'élève à 83 % en 2023 (contre une moyenne nationale de 61 %), dont 88 % pour les hommes et 77 % pour les femmes.
|            | 1972 (rec.) | 1981 (rec.) | 1998 (rec.) | 2017 (rec.) | 2023 (rec.) |
| ---------- | ----------- | ----------- | ----------- | ----------- | ----------- |
| Population | 2 609       | 23 664      | 37 166      | 55 007      | 73 967      |